# V.A.T. 4956
V.A.T. 4956 és una tauleta en escriptura cuneïforme que es conserva en el museu de Berlín (Alemanya). Aquest document, descriu posicions astronòmiques que només es repeteixen en intervals de milers d'anys. La Vat 4956 aporta la data de l'any 37 de la governació de Nabucodonosor II en què es va prendre la posició dels estels en el firmament i un cop fets els càlculs, els astrònoms, donen l'any 568 aC l'equivalen del nostre calendari.
Aquests càlculs foren fets i publicats per primera vegada per Paul V. Neugebauer i Ernest F. Weidner l'any 1915 a Leipzig.

## Controvèrsia amb els Testimonis de Jehovà
La V.A.T. 4956 és utilitzada pels historiadors com a prova per demostrar que Jerusalem va ser destruïda l'any 586 aC per Nabucodonosor II, en contra de l'any 607 aC, data que defensen els Testimonis de Jehovà.
Els testimonis de Jehovà indiquen en 2011 que, sobre la base de la tauleta VAT 4956, la data del trenta-set any del regnat de Nabucodonosor II va ser el 588 a.e.c, per la qual cosa la destrucció de Jerusalem va succeir el 607 a.e.c.

### Pedro de Felipe
Pedro de Felipe del Rey en una carta escrita als redactors de la Watchtower, els manifesta que aquest «article és tendenciós i sols pretén afirmar un error, que la destrucció de Jerusalem pels babilonis fou l'any 607 i no en el 586, que és la correcta». Que «intenten desacreditar els documents que serveixen per establir de forma irrefutable la data del 586».
En la mateixa carta explica que: «Tenint en compte que en l'esmentada tauleta, estan fetes anotacions pertanyents a diferents dates distribuïdes al llarg de tot l'any 37 del regnat de Nabucodonosor II, com indica el fet que cada una d'aquestes anotacions porta la data del dia i més corresponent a quan fou feta l'observació en qüestió, ¿podrien vostès escriure en una sola tauleta de fang al llarg de tot un any, una sèrie d'anotacions? ¿Serien vostès capaços de conservar fresc el fang d'una tauleta durant un any per poder anar escrivint en ella al llarg de tot un any?». Evidentment, els escribes de Babilònia no podien. El costum era diferent, s'escrivia sobre una tauleta que de seguit es posava al forn. Per tant, cada anotació d'aquesta tauleta fou feta i datada en una tauleta independent. Quan l'any es va acabar, un escriba, recopilà totes les tauletes en una de sola. A les hores no té cap valor l'argument donat pels redactors de la Watchtower en la seva afirmació que és una «mala còpia».
Per altra banda, el defecte dels espais en blanc, tampoc té valor perquè sols afectaria a dies concrets de l'any i cada anotació va datada amb el dia i el mes. Encara que hi hagués anotacions amb defectes, en quedarien moltes d'altres de correctes.